# WAR OF THE VISIONS ファイナルファンタジー ブレイブエクスヴィアス 幻影戦争
『WAR OF THE VISIONS ファイナルファンタジー ブレイブエクスヴィアス 幻影戦争』（ウォー・オブ・ザ・ビジョンズ ファイナルファンタジー ブレイブエクスヴィアス げんえいせんそう、WAR OF THE VISIONS FINAL FANTASY BRAVE EXVIUS、略称: WOTV、FFBE幻影戦争）は、スクウェア・エニックスより配信されているスマートフォン用ゲームアプリ。2019年11月14日サービス開始。基本プレイ無料（アイテム課金制）。

## 概要
2015年にリリースされたスマートフォン向けRPG『ファイナルファンタジー ブレイブエクスヴィアス』（以下、FFBE）と世界観を共有するシミュレーションRPG。開発担当はgumi。
『FFBE』の数百年前の時代を舞台とし、後の『FFBE』の歴史において「幻影戦争」と呼ばれる事となる戦乱の物語が描かれる。
スタッフィングについては広野啓が『FFBE』と並行してプロデュースを務める他、『ファントム オブ キル』『誰ガ為のアルケミスト』などを手掛ける今泉潤が参加。アートワークには皆葉英夫の率いるCyDesignartionが参画する。
プロデューサーの広野によると本作は『ファイナルファンタジータクティクス』（FFT）の影響を強く受けており、世界観やストーリーについても必然的に『FFT』を意識するものになったとしている。

## ストーリー
舞台は、ラピスの世界にあるアードラ大陸。古来よりクリスタルの伝説が語られるこの地で、覇権をめぐる幻影戦争の物語。
＜ストーリー＞
列強に囲まれしリオニスは小国ながらも、一目を置かれる存在であり続けていた。
その理由は、「翼ある者」に授けられた「指輪」にある。
ビジョン──すなわち具現化された想いを使役し戦わせることのできる力は、それほどまでに各国にとって脅威だったのだ。
だが、幾重にも交錯する残酷な運命は絆や愛、そして友情までをも静かに蝕んでゆく。
リオニスに生まれた双子の王子、モントとシュテルとて例外ではなかった。
彼らの確執は、長きに渡る幻影戦争の戦端を開くこととなるのであった。
群雄割拠するこの地でまばゆき光をたたえたクリスタルは果たして誰に微笑もうというのか。

## ゲームシステム
本作は、『ファイナルファンタジー ブレイブエクスヴィアス』の世界観を受け継いだ、タクティカルRPG。スクウェア・エニックスがパブリッシング、gumiが開発と運営を担当する。2019年リリース。ストーリーシナリオを進行させる為には3Dフィールドのバトルステージをクリアしていく必要がある。バトルシステムは同じくgumiが開発する『誰が為のアルケミスト』と似たシステムとなっておりプレーヤーは3Dフィールドの中でキャラクターを操作しアビリティ等のコマンドを選択しながら敵と戦闘していく。フィールドMAPの移動にはマスで表示される横移動の他に高さがある。

## 登場人物

### リオニス
モント・リオニス
声 - 小野賢章
本作の主人公。リオニスの王子でシュテルの双子の兄。リオニス第二部隊＜蒼穹＞部隊長。争いごとを好まず戦を無くしたいと考えている。ホルンの姫マシュリーとの運命的な出会いから物語は始まる。ジョブはロード。
シュテル・リオニス
声 - 梅原裕一郎
本作のもう一人の主人公。モントの双子の弟。リオニス第一部隊＜勇壮＞部隊長。剣の腕は兄以上と言われながら戦に出陣させてもらえないことから父エルデと対立していく。ジョブはソルジャー。
エルデ・リオニス
声 - 山路和弘
リオニス国王でモントとシュテルの父。ギルガメッシュから指輪を授けられており、小国ながら独立を守っている。口癖は「リオニスの血は絶やさぬ」で時には冷徹に二人の息子のどちらかだけでも生かそうとする。ジョブは槍術士。
ヘレナ・リオニス
声 - 田中敦子
リオニス王妃でモントとシュテルの母。実は以前他国から恐れられる高名な魔女であった過去を持つ。ジョブは緑魔道士。
リリシュ
声 - 内山夕実
＜蒼穹＞所属の女騎士。弟ヴォルケを戦で亡くしておりモントに弟の姿を重ねて見ている。ジョブはナイト。
ラマダ
声 - 安野希世乃
占星術師としても名を馳せる＜蒼穹＞部隊員。モント、リリシュを側で支える物語の案内役。ジョブは槍術士。
ベイロ
声 - 奈良徹
＜蒼穹＞部隊員。モントやシュテルとは幼馴染み。普段は食いしん坊でおっとりした性格。ジョブはナイト。
リアート
声 - 芹澤優
ベイロ同様モント・シュテルと幼馴染みの＜蒼穹＞部隊員で弓の名手。何かとベイロの世話をやく。時折出現する気まぐれ屋店主。ジョブは狩人。
キトン
声 - 石川由依
リオニスに仕えるシノビ。密かに王子モントに想いを寄せている。ジョブは忍者。
オー
声 - 中井和哉
＜勇壮＞所属の東方出身の剣士。モント、シュテルの剣の師匠。ジョブは侍。
ミンウ
声 - 末柄里恵
リオニス領内にある村の娘。ジョブは白魔道士。
リレルリラ
声 - 高野麻里佳
＜勇壮＞所属の女剣士。戦経験は無かったが持ち前の明るさとひたむきさでシュテルに気に入られ勇壮の所属になった。母に付けてもらった名前を大切にしているがやたらと間違えられてしまう。ジョブは魔法剣士。
ヴァライド
声 - 勝杏里
＜勇壮＞所属の魔道士。明るく楽天家だが仲間想いで自己犠牲を厭わない。ラマダに好意を持つが接点が無いのが悩み。ジョブは緑魔道士。
ソシア
声 - 下田レイ
＜勇壮＞所属の女騎士。西方の大国ランダル出身。命を懸けるような戦いを望み放浪の末リオニスに移籍した。ジョブは竜騎士。
エトア
声 - 稲川英里
＜勇壮＞所属のモンク。リオニスの王子シュテルに一目惚れし勇壮に入隊する為故郷を離れてきた。ジョブはモンク。
イェルマ
声 - 石上静香
＜勇壮＞所属の深紅の髪のバイキング。自分より強い男を探して旅をしている途中エトアと出会う。ジョブはバイキング。
ナーシア
声 - 大森日雅
＜勇壮＞所属のパラディン。リオニスの王子シュテルに憧れて故郷の許嫁を振り勇壮に入隊する為にきた。極度の方向音痴。ジョブはパラディン。
エルシレール
声 - 森なな子
リオニス所属の女剣士。剣の腕は確かだがどこでも寝てしまう癖がある。またその緊張感の無さの為モントやシュテルからは声がかからずどの部隊にも属していない。ジョブはナイトブレード。
イルディラ
声 - 逢沢ゆりか
リオニス所属の算術士。亡き母の後を追い軍師を目指していたがヘレナに頼まれ財務管理をしている。またヘレナ直属の親衛隊《燐光》のメンバーである。ジョブは算術士。
リューエル
声 - 鈴代紗弓
リオニス妃ヘレナの親衛隊《燐光》の一員。イルディラとは幼馴染であり同じく頭脳明晰。戦を嫌っており平和を望みその実現の為に《燐光》に所属することを決めた。ジョブは学者。
シルマ
声 - 引坂理絵
リオニス妃ヘレナの親衛隊《燐光》の一員。イルディラに憧れている。ジョブは赤魔道士。
ガレス
リオニス妃ヘレナの親衛隊《燐光》の一員。
ラファール
声 - 上田麗奈
ホルン領南部の村出身の女性。クリスタルを集める教会の横暴によって故郷を失い復讐の為旅をしているところ瀕死のヘレナと出会い彼女を支援することになる。イリーザとは親友。ジョブはアサシン。
イリーザ
声 - 清水理沙
ホルン領南部の村出身の女性。ラファールとは親友。故郷を壊滅させたサーダリーに復讐しようと誓って旅をしている。ラファールと性格は正反対。ジョブはハンター。

### ホルン
マシュリー・ホルン
声 - Lynn
本作のヒロイン。ホルン王女。鉄の美姫とも言われ一度決めたことは曲げない信念を持つ。フェネスへ嫁ぐ旅の途中モントと運命的な出会いを果たす。ジョブはクレリック。
ロブ・ホルン
声 - 江原正士
ホルン国王。忍耐強く慈悲深い性格で戦は好まないが教会サーダリーの画策により望まずフェネスと同盟を結ぶことを決意する。ジョブは侍。
ダリオ・ホルン
声 - 広瀬裕也
ホルン王子でマシュリーの兄。父以上に戦が嫌いで病弱だが魔法剣士の才に恵まれ強力な魔力を持っている。ジョブは魔法剣士。
エンゲルベルト
声 - 小西克幸
ホルン第一部隊＜堅牢＞部隊長。一族はホルンに仕える騎士の家系。強情な性格だが非常に仲間想いである。ジョブはパラディン。
シュゼルト
声 - 小野友樹
＜堅牢＞所属の騎士。どんな過酷な戦でも切り込んで行くことから命知らずの一番剣と呼ばれている。恋人ナイアとの婚姻の儀を控えマシュリー護衛の任務につく。ジョブはソルジャー。
アドラード
声 - 佐藤拓也
ホルン第二部隊＜壮麗＞部隊長。非情に冷静沈着で隣国からは紅の悪魔と恐れられている。唯一弱みは妹のサリア。ジョブは赤魔道士。
サリア
声 - 高橋李依
＜壮麗＞所属の女魔導士でアドラードの妹。兄アドラードが大好き。ジョブは黒魔道士。
ジザ
声 - 柚木涼香
＜堅牢＞所属の女拳士。その正体はサーダリーより密命を受け送り込まれた間諜。しかし彼女には母親がおり…。ジョブはモンク。
ヴィストラール
声 - 竹本英史
＜堅牢＞所属のシーフ。その正体はジザとともにサーダリーより送り込まれた叛乱の為の間諜。一度切りの死を最高の相手に与えられたいと戦場に立つ。ジョブも同様。
シャドウリンクス
声 - 日笠陽子
ホルンに仕えるサイガ出身のシノビ。マシュリーとは姉妹のように育った。ジョブは忍者。
ロレンツォ
声 - 新垣樽助
＜堅牢＞の副隊長。自己を犠牲にしても仲間を守る部隊長エンゲルベルトに心酔している熱血漢。先祖は竜に認められた一人といわれている。ジョブは竜騎士。
フェデリカ
声 - 諏訪彩花
＜堅牢＞所属の女ガンナー。元々は広大な森林に住む「森の民」。ホルン軍を助けたきっかけで王ロブの目に留まり堅牢に入隊した。エンゲルベルトに一目惚れしている。ジョブもガンナー。
ナイア
声 - 野水伊織
ホルン所属の白魔道士。シュゼルトの恋人。ジョブは白魔道士。
レイシェス
声 - 潘めぐみ
＜壮麗＞所属の女剣士。東方出身で当初ランダルに仕官しようとしていたがアドラードに惚れホルンに身を置くことになった。魔法嫌いでサリアとは犬猿の仲。ジョブは魔刀士。

### フェネス
ムラガ・フェネス
声 - 木村雅史
フェネス国王。「狂王」の異名を持つ暴君。サーダリーの画策によりホルンと手を結ぶが本心では滅ぼそうとしている。ジョブはフェネスの狂王。
ヴィネラ・フェネス
声 - 藤井ゆきよ
ムラガの娘。ホルン王子ダリオに嫁ぎ、現在はホルンで暮らす。ジョブはアサシン。
ライリュウ
声 - 三上哲
ムラガに雇われたシノビ。ゴウガ出身でサイガとサイガ出身のシノビを目の敵にしている。ジョブはガンナー。
ザザン
声 - 後藤光祐
殺戮を好むシノビ。死んだフリが得意で通称不死身のザザン。ジョブは戦士。
オルドア
声 - 小林ゆう
ムラガの遠縁にあたる剣士。またフェネスの軍師的存在。自称ムラガ様の親衛隊長。言葉遣いに特徴がある。ジョブはソルジャー。
キルフェ
声 - 西田望見
オルドアの右腕的存在。囚われの弟マリウスを案じながら望まずフェネスに従軍している。弟のこと以外では基本的に冷静な性格で頭脳明晰、戦力把握や戦術に優れ好戦的で直情型戦士タイプが多いフェネスの実質的参謀。ジョブは魔杖術士。
ティレル
声 - 藤原夏海
フェネスのシノビ養成機関《蛇の穴》出身のナイト。ダリオに嫁いだヴィネラのお付きの者としてホルンに送り込まれた。ヴィネラに惚れている。ジョブはナイト。

### ウェズエット
クーリ・ウェズエット
声 - 間宮康弘
ウェズエット国王。猜疑心が強く誰も信用できず冷酷で残忍な性格。ジョブは狩人。
グラセラ・ウェズエット
声 - 井口裕香
クーリの娘。リオニス王子モントとは婚約関係にある。ジョブはヴァルキリー。
ヴィクトラ
声 - 豊口めぐみ
ウェズエット親衛隊を務める女騎士。各地を放浪していたがクーリに招聘され故郷のウェズエットに戻ってきた。美貌を保つ為金にうるさい。ジョブは竜騎士。
ルアーサ
声 - 高垣彩陽
ウェズエット親衛隊を務める女ガンナー。束縛が嫌いで面白いことがあると思いヴィクトラと行動を共にする腐れ縁の関係。出身は不明でヴィクトラにも多くを語っていない。ジョブはダブルガンナー。
サージェス
声 - 野島健児
ウェズエット第一部隊＜疾駆＞部隊長。クーリに冷遇されている。部下思いでこれからのウェズエットに憂慮しているが答えを見つけられずにいる。ジョブは槍術士。
ユニ
声 - 伊藤美来
＜疾駆＞所属の弓使い。戦火で家族を失ったところをサージェスに引き取られ疾駆の一員となった。幼い外見からは想像出来ない程の弓の達人で仲間からも頼りにされている。ジョブは狩人。
セヴェロ
声 - 古川慎
＜疾駆＞所属の魔道士。徴兵され仕方なく兵士になったが血を見るのが嫌いで魔道士になった。元々望んだ道ではないが研究熱心で今では疾駆の中心的存在。ジョブは黒魔道士。
ミランダ
声 - 加隈亜衣
東方出身の女騎士。グラセラの生き方に感銘を受け彼女の部隊＜息吹＞と行動を共にする。ジョブは赤魔道士。
カディア
声 - 久野美咲
グラセラ私設部隊＜息吹＞所属のクレリック。
グラセラの腹違いの妹。ジョブはクレリック。
メリルーク
声 - 小澤亜李
グラセラ私設部隊＜息吹＞所属のモンク。
ジョブはモンク。
シェルース
声 - 園崎未恵
グラセラ私設部隊＜息吹＞所属の狩人。
ジョブは狩人。
マルグリット
声 - 渡辺明乃
レジスタンス＜紅蓮＞リーダーの女魔道士。
ジョブは時魔道士。
ヴァジム
声 - 高橋英則
レジスタンス＜紅蓮＞所属のシーフ。
ジョブはシーフ。
カエアン
アボット
イジェーヌ
ソニル
フレイザー
ロゼルナ

### クリスタル教会
サーダリー・クルステア
声 - 平川大輔
アードラ大陸各地に教会を建て信者を増やしているクリスタル教宗祖。ある目的の為にクリスタルを集めその魔力を抽出している。ジョブはクリスタル教会宗祖。
ドランド
声 - 鶴岡聡
サーダリーに雇われた傭兵。ジョブはバイキング。
ガーガス
声 - 森久保祥太郎
ドランドの弟。ジョブは黒魔道士。
囁き
声 - 茅野愛衣
サーダリー直属の女剣士。ジョブはナイト。
祈り
声 - 茅野愛衣
サーダリー直属の女魔道士。ジョブは白魔道士。
呟き
声 - 茅野愛衣
サーダリー直属の女魔道士。ジョブは赤魔道士。

### ランダル
ジェーダン・ランダル
声 - 小野大輔
本作の第2部のもう一人の主人公。ランダル国王。新しいもの好きで自分が面白いかが判断基準。今は銃の可能性に魅せられている。ジョブは牡鹿の王。
ラルドー
声 - 櫻井トオル
ランダル第二部隊＜煉獄＞部隊長。頑固な性格だがランダルのことを第一に考えている。ジョブは格闘士。
ル・シア
声 - 遠藤綾
ランダル第三部隊＜陽炎＞部隊長。普段は冷静沈着だがキレると見境がない。ジェーダンに対する憧れから親衛隊＜虚空＞入隊を望んでいた。ジョブはダブルガンナー。
エルシュラ
声 - 山本希望
ランダル第二部隊＜煉獄＞副部隊長。元は第一部隊＜鳴動＞に所属していたがラルドーに引き抜かれ第二部隊＜煉獄＞に移籍した。ジョブは時魔道士。
クレイス
声 - 楠木ともり
ランダル第三部隊＜陽炎＞所属のガンナー。ル・シアを尊敬している。ジョブはガンナー。
シュナク
声 - 八代拓
ジェーダン親衛隊＜虚空＞の一人。銃が重要視されるランダルでは日陰者とみられている。しかし己の研鑽は欠かしていない。ジョブはフェンサー。
カミッロ
声 - 岩中睦樹
ハインドラ出身の竜騎士。同盟国であるランダルとのオウィス攻めに参加したが、援軍を乞う為に城を抜け出したディアーを追ってホルンへ向かった。根っからの女好き。ジョブは竜騎士。
グリファード
声 - 星野貴紀
すでに解体されたといわれているランダル第一部隊《鳴動》の部隊長を務めていた男。クリスタル教の信徒だった両親から情報が漏れ、それがランダル敗因の原因となった。以来、軍から身を引き、酒浸りの生活を送っていた。ジョブはアクスナイト。

### オウィス
ログザ・オウィス
声 - 沢木郁也
オウィス国王。
ルティアル・オウィス
声 - 立花理香
オウィス王女。ハインドラ王オベロンとは婚約関係にある。
シャルゼ • オウィス
声 - 立花理香
オウィス第二王女。ランダルとの戦の際、ルティアルとラシーナを城外に逃がすが、それは彼女らをランダルに始末させ、祖国を自分のものにするため。その後オベロンに嫁ぎランダルに対抗するつもりだった。ジョブは祈祷術師。
ディアー
声 - 小林沙苗
オウィスに仕える剣士。ルティアル姫の侍衛として仕えていたがランダルに戦を仕掛けられホルンに救援を求めに出た小隊が消息不明となり自分が行くしかないと姫の許可を取らずに旅立った。ジョブはソードソーサラー。
フィービー
声 - 武田華
オウィスに仕える時魔道士。ランダルに戦を仕掛けられホルンに救援を求める旅に出た。ジョブは時魔道士。
ミーチェ
声 - 西山宏太朗
オウィス所属の黒魔道士。フィービーらが消息不明になり第二小隊を結成する。ジョブは黒魔道士。
マクラッド
声 - 川原慶久
オウィス第一部隊《静謐》部隊長。父の代からオウィスに仕える。曲がったことが嫌いな性格で国内の不穏な動きを察知し、部下のワルトアと共に極秘に調査している。ジョブはトリックランサー。
ワルトア
オウィス第一部隊《静謐》部隊員。マクラッドの部下。

### ハインドラ
オベロン・ハインドラ
声 - 花江夏樹
ハインドラ国王。リケロスから救い出してくれたジェーダンを神のように崇めランダルとは同盟関係にある。ジョブは若き紫竜王。
アライア・ランダル
声 - 末柄里恵
ハインドラ王女でオベロンの妹。ランダル王ジェーダンと幼馴染み。自分の目で見たものしか信じない頑固な面と信念を持つ。ジョブは双銃の紫竜姫。
ガーンズバック
声 - 花輪英司
ハインドラ六将「牙刹六陣」の筆頭。自身も竜の血脈であるがハインドラ王家の血筋を尊いものと考え忠誠を誓っており、それを絶やそうとする者はどんな手を使っても排除しようとする。
レズニック
声 - 大地葉
ハインドラ六将「牙刹六陣」。兄の仇討ちの為に軍役に服し頭角を表した。ランダルにより解体された部隊《白刃》を復活させるのが夢。ジョブは導師。
ムーア
声 - 甲斐田裕子
ハインドラ六将「牙刹六陣」の一人でありラマダの実姉。ラマダよりも精度の高い星読みの能力を持つがその代償として喜び等の感情を捨て去っている。実は一族を滅ぼしたランダルに復讐する為だけに行動している。ジョブは言霊使い。
リベルカ
声 - 依田奈津
戦災孤児になったところをアライアに保護された少女。アライア以外は全て敵と見做してしまい、アライアに危険が及ぶと普段は抑圧されていた感情が爆発し手がつけられなくなる。ジョブは操気士。

### その他
ギルガメッシュ
声 - てらそままさき
翼ある者。全てが謎につつまれた人物。その鋼の翼は天だけでなく刻さえも超えるといわれる。リオニスや各地の王に古代の遺物ともいわれる指輪を授け何かを目論むがその真の目的はいまだ不明。ジョブは翼ある者。
アムネリス
声 - 中原麻衣
「天帝」と呼ばれる謎に包まれた女性。時折アードラ大陸に起こる出来事を予言し告げる。ジョブは預言者。
シムール
声 - 武内駿輔
東方出身の侍。オーやミランダとは同郷にあたり旧知の間柄。ウェズエットに客人として招かれていたがランダルがクリスタル教会を襲撃した際に偶然ギルガメッシュの窮地に遭遇する。ジョブは侍。
ラヴィエス
声 - 小林未沙
両親と弟を亡くし天涯孤独となった女剣士。とある目的から東方を訪れオーやシムールに侍になりたいと告げる。ジョブはパラディン。
ヴァルーシュ
声 - 中井和哉
刀技に魅せられ奥義を窮める為東方に渡った男。技の習得に明け暮れ刀との一体感を得ることに人生を捧げている。オーやラヴィエスも一目置く存在。ジョブは魔刀士。
ガーブル
声 - 木島隆一
迫害を受けてきたイーザクの民の末裔。フェネスにより鉱石の発掘をさせられていた。武器商人ギルドのガルザークとの出会いをきっかけに脱走する。妹ヴェルヌを何よりも大切にしている。ジョブは操気士。
ヴェルヌ
声 - 市ノ瀬加那
ガーブルの妹。兄同様に鉱石の発掘作業を強いられていた。ガーブルの弱点。本人はガーブルの足手まといになりたくないと思っている。ジョブは槍術士。
ラメイガ
声 - 土田玲央
欲望のまま金品等を強奪する賊だったが武器商人ギルドの長になったガーブルに気に入られ妹のルメイドと共に用心棒に雇われた。あらゆる悪事を行ってきた為罪悪感を全く感じない。ジョブは格闘士。
ガルザーク
声 - 中村章吾
アードラの武器商人を束ねる存在。サーダリーから配下になるよう言われたのを断った為、教会と対立するようになる。公平であることを心掛けており、自分達が列強の均衡を保っていると信念を持っている。ジョブは導師。
コーウェル
声 - 濱野大輝
辺境の地で生まれ育った男。本来なら争いを好まぬ温厚な性格だが故郷にランダル軍が対ホルンの前線基地を建設しようと計画していると知りレジスタンスを結成。そのリーダーとなり最前線に立つ。ジョブはスナイパー。
ファルム
声 - 野口瑠璃子
「希望」を意味する名を持つ一族の末裔。安住の地を求めて数十年前に別の大陸から移り住んできた。戦を避ける為外界との接触を絶ってきたが鍛練は欠かさず行っており屈指の闘技使いに成長した。ジョブは忍者。
ユーアル
声 - 大西沙織
ホルン領内ルーベスの森の民の族長。魔物の襲撃により元の長であった恋人ウィードを亡くしその後を受け長になった。ウィードの妹フェデリカの教育係と自称し彼女を見守っている。ジョブは拳術家。
ザッカル
刀匠ハーヴァスの弟子の男。師匠の名を継ぐ為に兄弟子であるヴェルリックと勝負することを決意する。
レミューレ
声 - 北川里奈
刀匠ハーヴァスの一人娘。尊敬する父の為に仕えてきたが死期が近い父が跡取りを決める為に二人の弟子ザッカルとヴェルリックに残酷な指示を出した為心が揺れている。ジョブは時魔道士。
ヴェルリック
声 - 大西弘祐
刀匠ハーヴァスの弟子。生まれて間もなくハーヴァスに引き取られそれから修行してきた。ハーヴァスの一人娘レミューレを娶る為には跡を継ぐしかないと考えている。ジョブはナイトブレード。
シーレル
声 - 弘松芹香
自分の仕える運命の相手を探している女性。口は悪いが冷静沈着。身だしなみにうるさくだらしない人間には機嫌が悪くなる。ジョブは戦斧士。
リゼット
声 - 古賀葵
西の軍事大国であったリケロスの第一部隊《荘厳》に滅ぼされた村出身の娘。その過去から当初《荘厳》を嫌悪していたがやがて《荘厳》副部隊長のジュリアルに心を開き行動を共にするようになった。ジョブは格闘士。
カムラル
声 - 松田健一郎
かつて大国であったリケロス第二部隊《圧壊》の部隊長。己の拳一つで成り上がり国内にも敵が多いが全て叩き潰してきた。リケロス王のことを第一に考え行動していた。ジョブは拳術家。
ブロンウィル
声 - 嶋村侑
アードラ大陸のはるか南、聖地テセラ生まれの宣教師。クリスタル教の布教だけでなく、以前アードラへ旅立ちそのまま消息を絶ったサーダリーとエキシアの足跡を調査する為シェルヴァと二人海を渡りこの地に降り立った。ジョブはグレートナイト。
ラネル
声 - 鬼頭明里
メルニアと共にサイガを抜け各国を渡り歩いている女性。メルニアを唯一無二の存在と信じ、彼女に命じられれば命すら投げ打ち命令を遂行しようとする。一切の感情を持たず痛みさえ感じない。ジョブは密偵。
メルニア
声 - ファイルーズあい
いくつもの戦力を渡り歩きながらジェーダンの命を狙う傍目には美しい女性だが謎の人物。ゲイルハイランド戦役の後、標的を変え、忌刀マサチカの入手の為暗躍する。その真意は…
ゴウガとサイガ
スカール
声 - 高梨謙吾
忍びの里サイガの長の青年。ゴウガの長になったロレイラと恋人となりの二つの忍びの里をまとめ一つの国になろうと秘密裏に行動している。ジョブは黒魔道士。
ロレイラ
声 - 藤田咲
新しいゴウガの長。偶然知り合ったサイガの長スカールと恋人となり二つの忍びの里をまとめようとする。ジョブは狩人。
マリアル
声 - 下山田綾華
ゴウガ所属の魔法剣士。ゴウガの長の座を狙っていたが長の娘のロレイラが新しい長になった為失脚させる隙をうかがっている。ジョブは魔法剣士。
ミーア
声 - 春瀬なつみ
サイガ所属のシーフ。忍びの貧しい生活から抜け出したいと考えている。ジョブはシーフ。
アリム
声 - 鈴木みのり
サイガ所属の槍使いの少女。キトンやリンクスの妹分。ゴウガとサイガの争いに巻き込まれサイガを立て直す決意をする。ジョブは竜騎士。
リヴィアル
声 - 吉田麻実
サイガ所属の黒魔道士。キトンやリンクスの姉貴分。オウィスに派遣されている。ジョブは黒魔道士。
ニヴ・ル
声 - 坂井恭子
ゴウガ所属の弓の使い手。本当はランダルに滅ぼされたヴ族の生き残りだがゴウガに所属しながら復讐する機会を窺っている。ジョブはスナイパー。
グロムス家
ハウレット
声 - 興津和幸
グロムス家の長男のルーンナイト。イケメンだが女性に甘く全ての女性を姫と呼び共に過ごす時間を大切にする。その為修行を度々サボり師匠である父から勘当された。ジョブはルーンナイト。
タイタス
声 - 大塚剛央
グロムス家の次男のパラディン。兄であるハウレットが心配で妹のチェルと共に旅についてきた。口調は厳しいが兄弟の絆は強い。ジョブはパラディン。
チェル
声 - 川井田夏海
グロムス家の末っ子の緑魔道士。兄ハウレットが父から勘当されたのを機に旅に同行することにした。難しいことは苦手だが旅が楽しくて仕方ない。ジョブは緑魔道士。

### アナザーストーリー
本編の世界とは異なる別世界の登場人物。
第1章 WARRIOR OF THE CRYSTALS
ルシオ
声 - 鵜澤正太郎
見習いのクリスタルの戦士。自信がなく気弱な性格。己の司るクリスタルも使命もわからず他のクリスタルの戦士に比べ未熟だがそれゆえに他者の弱さが理解できる。アナザーストーリーの主人公。
ジューム
声 - 金元寿子
風のクリスタルの戦士。冷静沈着で戦闘能力は高いが性格はマイペース。光の意志に従い、時空に散らばったクリスタルを回収する為、異界の白磁の塔からルシオと共に旅立つ。
セティア
声 - 行成とあ
火のクリスタルの戦士。どんな時もポジティブな熱血少女。反面人の心の弱さが理解できず自分の価値観で振り回してしまうことがある。時空に散らばったクリスタルの回収のため旅立つ。
ラナン
声 - 福島潤
雷のクリスタルの戦士。どんな時も率先して場をまとめるリーダータイプ。個性的なクリスタルの戦士をまとめる役として光の意志からの信頼が厚い。憶測で行動せず、慎重で思慮深い性格。
ベリス
声 - 小林親弘
氷のクリスタルの戦士。面倒くさがりで事なかれ主義。クリスタルの戦士の中では最古参で本気を出せば実力はあるが基本的にやる気がない為あまり頼りにはされていない。かつて唯一無二の親友がいた。
アルストリア
声 - 村瀬歩
過去のクリスタルの戦士が自分の使命と自由への葛藤の末に生み出したビジョン。コアクリスタルを破壊しようとしている。
第2章 VOID AND THE DARKNESS
ペレーネ
声 - 能登麻美子
水のクリスタルの戦士。母性に満ちた優しい女性で、常に微笑みを絶やさない。ラフのことを誰よりも愛しており、片時も側を離れようとしない。なお、怒るとすごく怖い。
ルルギア
声 - 浦和希
土のクリスタルの戦士。一見、どんな強敵を目の前にしても表情を変えず淡々と任務を果たす仕事人であるがそれは彼の一面に過ぎない。本当の姿を知る者は少ない。
ラフ
声 - 伊瀬茉莉也
闇のクリスタルの戦士。自称、深淵の闇に潜む魔女。実力は確かだが基本的に怠惰で自堕落な性格をしている困り者。クリスタルの戦士としての使命を忘れているわけではないが、面倒ごとは嫌なのでいつも光の意思から逃げ回っている。
黒無の使徒
リソル
声 - 柚木涼香
黒無の使徒のひとり。一見すると心優しい女性だがその言葉はたやすく人々を騙し、破滅に追い込む甘美な嘘と欺瞞に満ちている。欺き、騙し、陥れたその先に彼女が何を望むのか誰も知る者はいない。
ビィガ
声 - 皆川純子
黒無の使徒のひとり。何もかもを恨み、妬み、羨まずにはいられない悲しき運命の戦士。そうあらざるにいられない自分自身も忌み呪っており、その際限無い苦しみから逃れるように凶刃を振い続ける。
ディアルド
声 - 高橋広樹
あらゆる負の感情から生み出された黒無の使徒の頭目。彼の目的はアードラ大陸とその他の異界を含む全ての世界に生きる全ての生命体を根絶すること。黒無の力を増幅し、迅速に世界を破壊する為の培地としてアードラ大陸に目をつける。
第3章 ASH OF APOCALYPSE
アルストリア（AOA）
声 - 村瀬歩
アードラ大陸が海に沈んだ世界線の未来で、ファルム王国に生まれた学者の青年。かつて敵対したアルストリアとは別人。
転晶弓シャドウリンクス
声 - 日笠陽子

転晶ダリオ・ホルン
声 - 広瀬裕也

灰王 / 灰王モント
声 - 小野賢章

灰の月拳 / 月拳キトゥン
声 - 石川由依

灰の軍師 / 軍師オルドア
声 - 小林ゆう

赫槍ヴォルケ
声 - 海渡翼

## 設定・世界観
ビジョン
FFBEと共通する概念であり、人の想いや幻想、幻影を具現化する力、またその存在。
リオニス

ホルン

フェネス

ウェズエット

クリスタル教会

異界
本作のメインであるアードラ大陸の他の世界。あらゆる場所や時間軸を含み別の時代や時間軸のアードラ等も登場し、同じ人物が別の姿で描かれることもある。

## 舞台
『FINAL FANTASY BRAVE EXVIUS 幻影戦争 THE STAGE』のタイトルで、2024年2月23日から同年3月3日までヒューリックホール東京にて上演された。主演は吉田仁人（M!LK）。

### キャスト
- モント・リオニス：吉田仁人（M!LK）
- シュテル・リオニス：武藤潤（原因は自分にある。）
- マシュリー・ホルン：川上千尋（NMB48）
- リリシュ：赤井沙希
- ラマダ：清井咲希
- サーダリー・クルステア：浦野秀太（OWV）
- シュゼルト：桜庭大翔
- オー：石坂勇
- ムラガ・フェネス：レイザーラモンHG
- ギルガメッシュ：姜暢雄
- ヘレナ・リオニス：鈴木紗理奈
- エルデ・リオニス：前川泰之

### スタッフ
- 原作： FINAL FANTASY BRAVE EXVIUS 幻影戦争（スクウェア・エニックス）
- 音楽： 上松範康（Elements Garden）
- 脚本・演出：松多壱岱（ILCA）
- 美術：松生紘子
- 殺陣：安田桃太郎（BRATS）
- ステージング：エリザベス・マリー
- 衣装・特殊造形：DAN（kelemmi）
- メイク：佐藤健司
- ウィッグ： 清水智也（LEIMAY）
- 照明：新里翼（マーキュリー）
- 音響：田中慎也
- 映像：曾根久光
- 演出助手：高島紀彦
- 舞台監督：田中聡
- 制作：米田基（ABC&SET）、岡美優里（エイベックス・ライヴ・クリエイティヴ）、小原菜那子（style office）、杉本美衣奈（style office）
- プロデューサー：河野英明（エイベックス・ライヴ・クリエイティヴ）
- 企画協力：スクウェア・エニックス
- 企画・製作： エイベックス・ライヴ・クリエイティヴ、ILCA
- 主催：「FFBE幻影戦争 THE STAGE」実行委員会